# Кучинг
Кучинг е град в Източна Малайзия. Населението му е 984 549 жители (прибл. оценка 2010 г.). Площта му е 431,01 кв. км. Получава статут на град през 1988 г. Намира се в часова зона UTC+8 на 27 м н.в.

## Побратимени градове
- Джохор Бахру